# Форд, Шеррод
Шеррод Форд (англ. Sharrod Ford; 9 сентября 1982, Сьютленд, штат Мэриленд, США) — американский баскетболист, центровой. Выступает за баскетбольный клуб Чемпионата Турции по баскетболу «Аджибадем».

## Колледж
Шеррод Форд выступал за команду университета Клемсона «Клемсон Тайгерс» с 2001 по 2005 году. В университете он стал 1-м игроком после Хораса Гранта, который лидировал по очкам и подборам в 2-х сезонах подряд.

## Карьера
Его не выбрали на драфте НБА 2005 года и Шеррод Форд играл в летней лиге НБА. Он подписал контракт в сентябре с «Финикс Санз» и сыграл за них 3 матча в НБА. Затем последовали 15 встреч в составе команды Лига развития «Фейетвилл Пэтриотс».
В феврале 2006 года он переехал в Европу и стал выступать за немецкий клуб «Альба». В финальной серии плей-офф чемпионата Германии 2005/06 Альба уступила клубу «Кёльн 99». В следующем сезоне клуб из Берлина выиграл Кубок Германии, но уступил в четвертьфинале Квакенбрюк.

## Статистика

### Статистика в НБА
| Сезон                                                                                    | Команда | Регулярный сезон | Регулярный сезон | Регулярный сезон | Регулярный сезон | Регулярный сезон | Регулярный сезон | Регулярный сезон | Регулярный сезон | Регулярный сезон | Регулярный сезон | Регулярный сезон | Серия плей-офф | Серия плей-офф | Серия плей-офф | Серия плей-офф | Серия плей-офф | Серия плей-офф | Серия плей-офф | Серия плей-офф | Серия плей-офф | Серия плей-офф | Серия плей-офф |
| Сезон                                                                                    | Команда | GP               | GS               | MPG              | FG%              | 3P%              | FT%              | RPG              | APG              | SPG              | BPG              | PPG              | GP             | GS             | MPG            | FG%            | 3P%            | FT%            | RPG            | APG            | SPG            | BPG            | PPG            |
| ---------------------------------------------------------------------------------------- | ------- | ---------------- | ---------------- | ---------------- | ---------------- | ---------------- | ---------------- | ---------------- | ---------------- | ---------------- | ---------------- | ---------------- | -------------- | -------------- | -------------- | -------------- | -------------- | -------------- | -------------- | -------------- | -------------- | -------------- | -------------- |
| 2005–06                                                                                  | Финикс  | 3                | 0                | 4,3              | 66,7             | 0,0              | 0,0              | 1,0              | 0,0              | 0,0              | 0,3              | 1,3              | Не участвовал  | Не участвовал  | Не участвовал  | Не участвовал  | Не участвовал  | Не участвовал  | Не участвовал  | Не участвовал  | Не участвовал  | Не участвовал  | Не участвовал  |
|                                                                                          | Всего   | 3                | 0                | 4,3              | 66,7             | 0,0              | 0,0              | 1,0              | 0,0              | 0,0              | 0,3              | 1,3              | Не участвовал  | Не участвовал  | Не участвовал  | Не участвовал  | Не участвовал  | Не участвовал  | Не участвовал  | Не участвовал  | Не участвовал  | Не участвовал  | Не участвовал  |
| Наведите курсор мыши на аббревиатуры в заголовке таблицы, чтобы прочесть их расшифровку. |         |                  |                  |                  |                  |                  |                  |                  |                  |                  |                  |                  |                |                |                |                |                |                |                |                |                |                |                |